# Kooptacja
Kooptacja (zarządzanie) (łac. cooptatio od co- 'współ-' i optatio 'życzenie') – sposób uzupełniania lub zmiany składu członkowskiego instytucji lub organu kolegialnego. Kooptacja odbywa się poprzez podjęcie stosownej uchwały przez tę instytucję, bez odwoływania się do woli wyborców czy też rozstrzygnięcia innej instytucji lub sądu. 
Przykładem kooptacji jest przyjmowanie nowych członków do ONZ na podstawie uchwały Zgromadzenia Ogólnego.